# Едвард Форрест Мур
Едвард Форрест Мур (англ. Edward Forrest Moore; 23 листопада 1925, Балтимор, Меріленд — 14 червня 2003, Медісон, Вісконсин) — американський математик.
Проводив дослідження скінченних автоматів.
У 1966–1985 був професором математики та комп'ютерних наук в Університеті штату Вісконсин.

## Публікації
- Moore E. F. Gedanken-experiments on Sequential Machines. Automata Studies, Annals of Mathematical Studies, 34, 129—153. Princeton University Press, Princeton, N.J.(1956). (англ.)
- Machine models of self-reproduction, Proceedings of Symposia in Applied Mathematics, volume 14, pages 17–33. The American Mathematical Society, 1962.